# Sistema de saúde
Um sistema de saúde é composto pela relação que o conjunto de instituições prestadoras de serviços de saúde mantém entre si. Enquanto sistema, tal como postulado pela teoria geral dos sistemas, refere-se a uma inter-relação entre seus elementos componentes onde o todo ou o sistema em si não pode ser reduzido a análise separada de seus componentes. Não há um consenso sobre o modelo ideal de organização ou mesmo sobre quais os seus componentes e responsabilidades quanto à saúde da população, essa diversidade de interpretações vem da própria dificuldade de definir saúde bem como das distintas proposições políticas e teóricas sobre a concepção de saúde pública também compreendida como saúde comunitária medicina preventiva e social. Observe-se ainda, na perspectiva da teoria de organização dos sistemas que um conjunto de instituições de saúde desarticuladas entre si não compõem um sistema de saúde ou como ensinam os especialistas em planejamento de saúde coletiva tão possuem a eficiência e eficácia que poderiam ter ao realizar suas ações de saúde.
O texto da lei que criou o sistema nacional de saúde no Brasil, como resultado de um processo de luta debates político que data pelo menos ao início do século XX denominado reforma sanitária e simultaneamente a evolução das concepções de saúde pública no panorama internacional, define um sistema de saúde como…o complexo de serviços do setor público e do setor privado voltados para ações de interesse da saúde…abrangendo atividades que visem a promoção, proteção, e recuperação da saúde…Esse sistema particularmente evoluiu para criação do Sistema Único de Saúde SUS mas refere-se ao complexo de serviços e atividades que aqui analisamos como componente dos sitemas de saúde.

## Elementos constituintes
Essencialmente pode-se se dizer que um sistema de saúde se constitui por estabelecimentos de saúde ou local onde são prestados os serviços de saúde que ao longo da história da medicina possuem várias denominações desde os templos e balneários da antiguidade ao hospital (manicônios Nosocômios etc.) Laboratórios, e serviços ambulatoriais dispensário, postos de saúde aonde se incluem os domicílios do paciente e do médico nas diversas modalidades ou modelos assistenciais bem como os profissionais ou trabalhadores que executam as ações de saúde e naturalmente as instituições que regulamentam sua formação e controlam suas atividades.
Contudo como observa Mario Testa os serviços de saúde são uma das formas de resposta da sociedade aos problemas apresentados pelo estado de saúde e situação epidemiológica isto é às causas e suas manifestações ou efeitos. Observe-se numa concepção mais ampla de saúde podemos incluir entre os fatores determinantes e condicionantes de saúde deve-se incluir a pior das violências (na concepção de Gandhi) que é a pobreza, os problemas decorrentes da fome, do abastecimento de água e da falta de saneamento básico que em última análse refletem a própria política e organização do estado e relações internacionais.

## Avaliando Sistemas de Saúde
Na proposição de investigação dos serviços de saúde da OPAS Organização Panamericana de Saúde para fins de comparação e análise deve-se observar:
- Recursos para serviços de saúde — Recursos humanos, materiais, tecnológicos, financeiros e organizativos necessários para a prestação de serviços de saúde;
- Prestação de serviços de saúde — Demanda e oferta ou quantidade de serviços, acessibilidade, distribuição e qualidade dos serviços de saúde;
- Condições de saúde — Fatores determinantes e condicionantes das necessidades de saúde das populações e avaliação dos resultados dos serviços de saúde para indivíduos e populações.

Paradoxalmente os indicadores das condições de vida e saúde de um povo referem-se à ocorrência de doenças e taxas mortalidade das populações. Os maiores conflitos entre teóricos da área referem-se aos modelos assistênciais ou formas de organização e responsabilidades do estado quanto à oferta centrada na prevenção e promoção de saúde ou na recuperação e reabilitação da saúde individual a partir da prestação de serviços públicos ou privados. Na prática, além dos indicadores de saúde o que se dispõe para avaliação dos sistemas de saúde é a sua comparação a partir da descrição destes nos diversos países e/ou nas diversas regiões com características epidemiológicas ou ecológicas e sociais distintas.